# Tmarus hystrix
Tmarus hystrix là một loài nhện trong họ Thomisidae.
Loài này thuộc chi Tmarus. Tmarus hystrix được Lodovico di Caporiacco miêu tả năm 1954.